# پارک یونگ-سوک
پارک یونگ-سوک (انگلیسی: Park Young-sook؛ زادهٔ ۱۸ دسامبر ۱۹۸۸) یک بازیکن تنیس روی میز اهل کره جنوبی است. 
وی در مسابقات کشوری و بین‌المللی در مجموع برنده ۱ مدال طلا، ۱ مدال نقره، ۳ مدال برنز شده‌است.